# 冰岛人列表
冰岛人按职业分类，可以从以下各列表中查询。
- 冰岛君主列表
- 冰岛总理列表
- 冰岛总统列表
- 冰岛演员列表（英语：List of Icelandic actors）
- 冰岛建筑家列表（英语：List of Icelandic architects）
- 冰岛画家列表（英语：List of Icelandic painters）
- 冰岛雕刻家列表（英语：List of Icelandic sculptors）
- 冰岛电影导演列表（英语：List of Icelandic film directors）
- 冰岛裔美国人列表（英语：List of Icelandic Americans）

|  | 本条目是人物相关列表索引。 |